# Brevicornu subfissicauda
Brevicornu subfissicauda är en tvåvingeart som beskrevs av Zaitzev 1985. Brevicornu subfissicauda ingår i släktet Brevicornu och familjen svampmyggor.
Artens utbredningsområde är New York. Inga underarter finns listade i Catalogue of Life.